# Egyesült Stellalandi Államok
Az Egyesült Stellalandi Államok (afrikaansul: Verenigde State van Stellaland) Stellaland és Goosen búr köztársaságok államszövetsége volt 1883 és 1885 között. A britek az államszövetséget megszállták, feloszlatták és Becsuánaföld nevű gyarmatukba integrálták.
Goosent és Stellalandot 1882-ben alapították a búrok. Stellaland területét és lakosságát tekintve másfélszer volt nagyobb Goosennél. Nagy-Britannia 1884. február 27-én Londonban kötött megállapodást Transvaal és Oranje vezetésével, hogy Stellaland és Goosen területének egy részét a búroknak át kell adni. A megállapodás célja a pontos határok rögzítése Transvaal és Becsuánaföld között volt. Az egyezmény értelmében a két köztársaság továbbra is megőrizhette volna függetlenségét.
1883. augusztus 7-én az egyezményt követően Stellaland és Goosen úgy döntött, hogy konföderációban egyesül. Az új állam külön zászlót vezetett be (ebben a nyolcágú csillag a két köztársaság konföderációját jelképezte), míg a főváros Stellaland székhelye, Vryburg lett. A konföderáció államapparátusa a Transvaalban hatályos törvényeket vezette be.
Az uniót az angolok felháborodva fogadták és a londoni egyezmény megsértésének tekintették. Eleinte megpróbáltak egyezkedni az Egyesült Stellalandi Államokkal, s felkínálták a lehetőséget, hogy brit protektorátusként az államszövetség megőrizheti önállóságát. Stellaland hajlott volna a kompromisszumra, de Goosen ezt elutasította, mivel inkább Transvaal protektorátusa kívánt lenni. A nézeteltérés a gyakorlatban az Egyesült Stellalandi Államok végét jelentette.
1884 decemberében 4000 katona Charles Warren alatt megszállta a Stellalandi Egyesült Államokat. A következő évben Nagy-Britannia annektálta az államszövetséget. A búrok nem tanúsítottak ellenállást.